# Cambisol

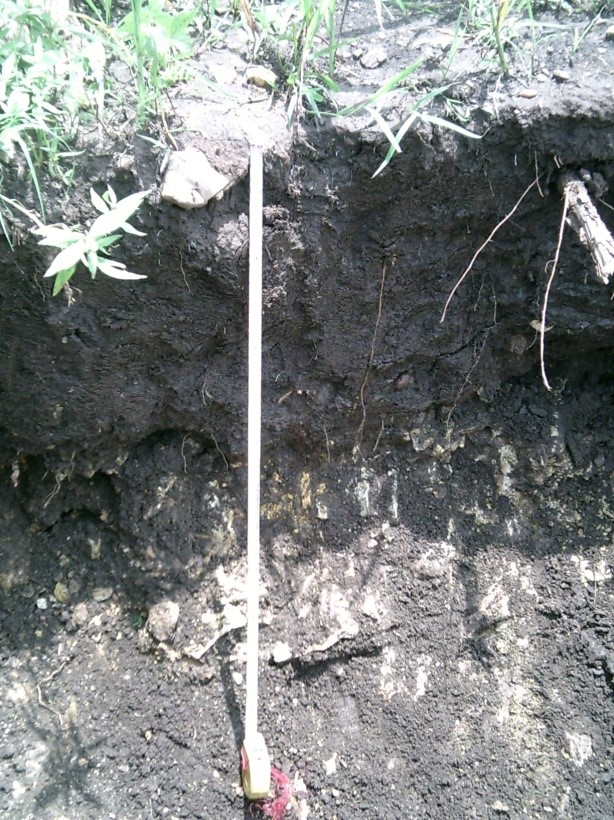
Epileptic Cambisol (Protovertic) in Taget, Tigray, Ethiopië

Een Cambisol (in de World Reference Base for Soil Resources) is een bodem in een beginstadium van bodemvorming. De differentiatie in bodemhorizonten is zwak. Dit is in het bodemprofiel onder meer waarneembaar aan de zwakke, vaak bruine verkleuring en de zwak ontwikkelde bodemstructuur. In het Amerikaanse classificatiesysteem (USDA Soil Taxonomy) komen ze overeen met de Inceptisols. In Duitsland heten deze bodems Braunerde, in Frankrijk Brunisol (vroeger Sols bruns).
Cambisols zijn ontwikkeld in medium en fijne-getextuureerde verweringsproducten van vast gesteente en in alluviale, colluviale en eolische afzettingen.
De meeste Cambisolen zijn zeer geschikt voor agrarisch gebruik en worden daarvoor intensief gebruikt. De Cambisols in gematigde klimaten behoren tot de productiefste gronden ter wereld.
Cambisols beslaan circa 1.500 miljoen hectare op aarde. Ze zijn goed vertegenwoordigd in de gematigde en boreale streken die in het Pleistoceen onder invloed van ijstijden zijn geweest. Het moedermateriaal van de bodem is hier nog vrij jong en bodemvormende processen gaan vrij langzaam in deze koele streken. Ze komen minder voor in de tropen en subtropen. Maar in gebieden met actieve of vrij recente erosieprocessen komen cambisols voor in combinatie met rijpere, meer ontwikkelde bodems.

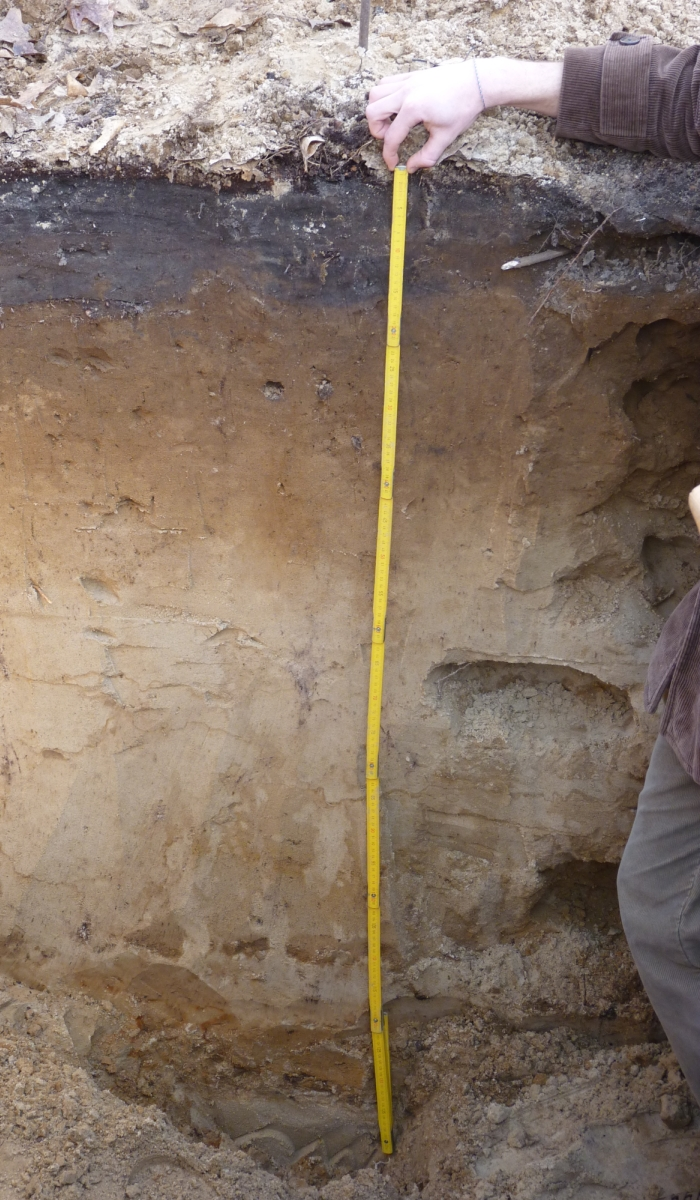
Braunerde in het Grunewald, Berlijn
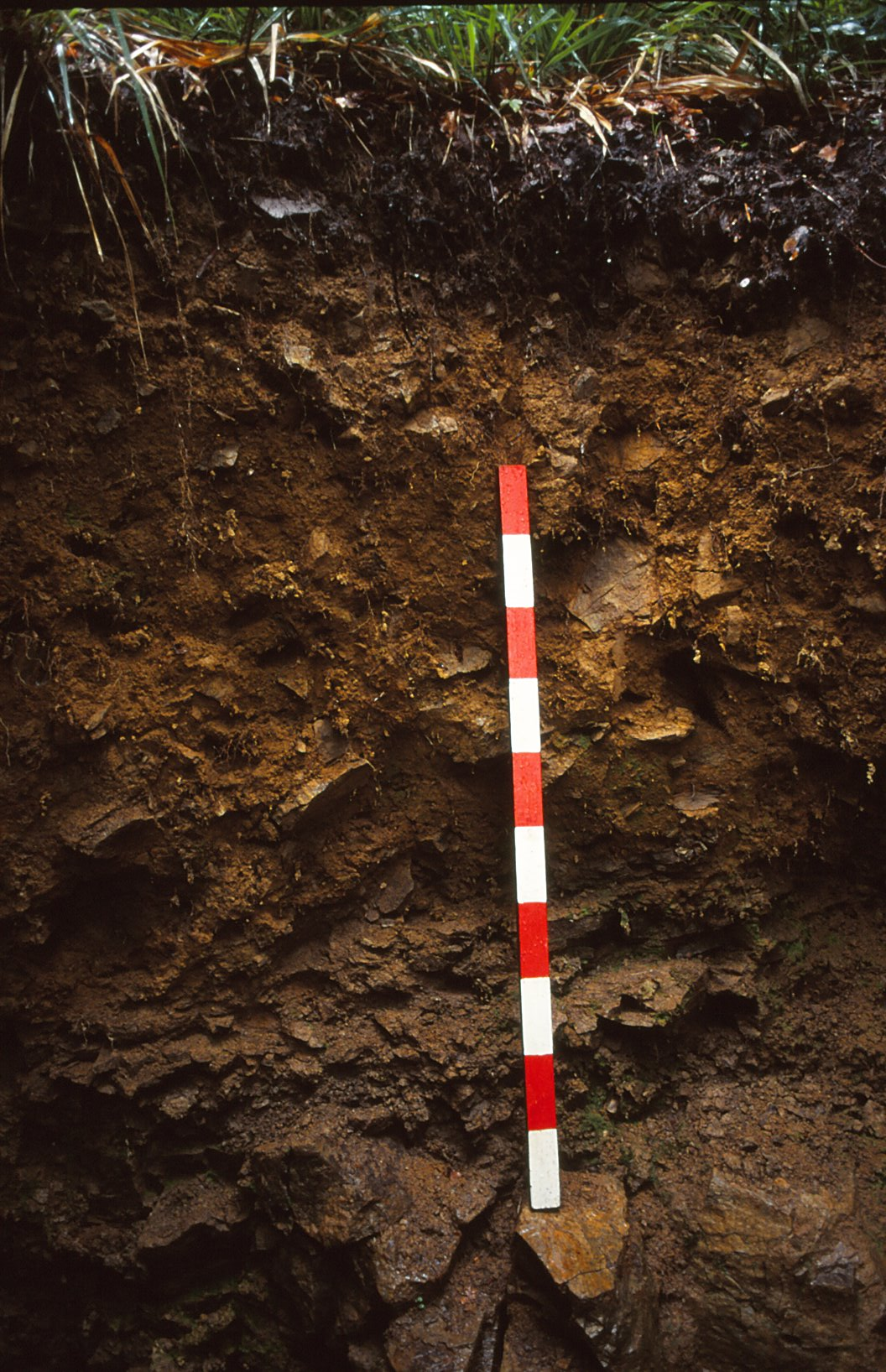
Braunerde op vaste gesteente in Kirchzarten Zwarte Woud
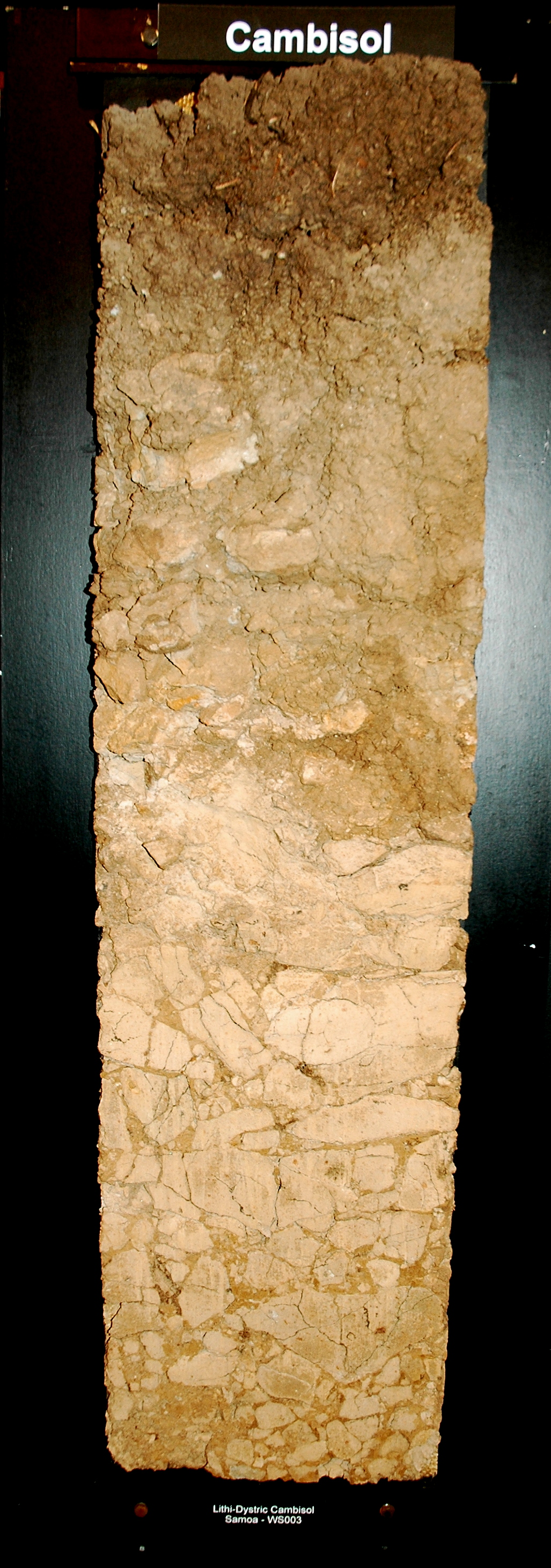
Dystric Leptic Cambisol Samoa
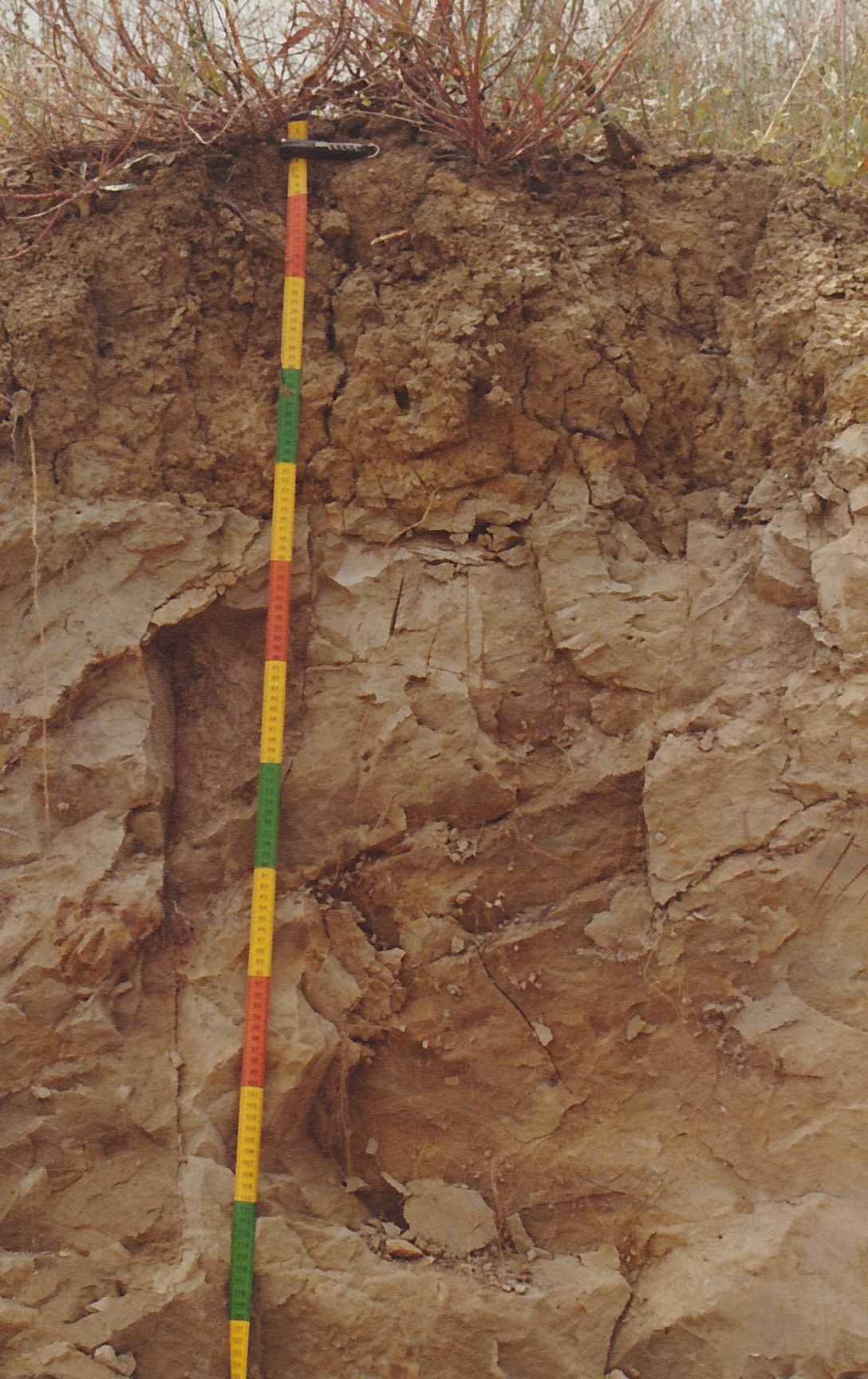
Eutric Cambisol Italië
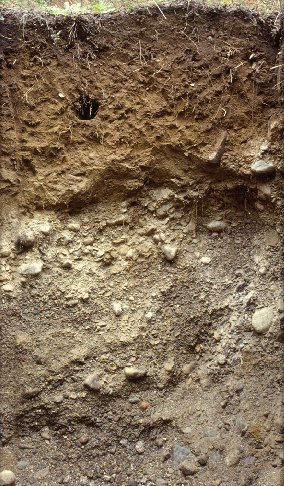
Inceptisol (VS)

## Literatuur

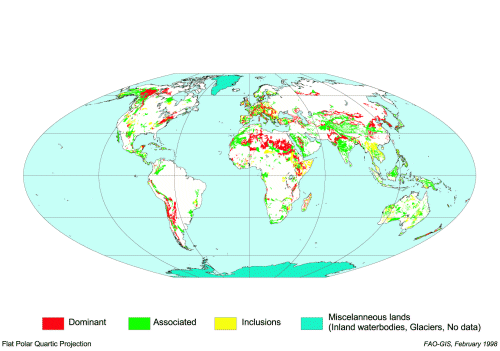
Voorkomen van Cambisols